# Sắt rèn
Sắt rèn là một hợp kim của sắt với hàm lượng cacbon rất thấp (dưới 0,08%) so với gang (từ 2% trở lên). Nó là một khối bán nóng chảy của sắt với các bao thể xỉ dạng sợi (tới 2% theo trọng lượng), tạo cho nó một "thớ" tương tự như thớ gỗ, nhìn thấy được khi khắc mòn hay uốn cong tới điểm gãy. Sắt rèn dai, dễ dát mỏng, dễ kéo, chống ăn mòn và dễ hàn.
Trước khi có sự phát triển của các phương pháp sản xuất thép có hiệu quả và sự sẵn có của một lượng lớn thép thì sắt rèn là dạng sắt dễ dát mỏng phổ biến nhất. Nó được gọi là sắt rèn do nó có thể rèn, cán hay bằng các loại hình gia công khác khi đủ nóng để đẩy bật xỉ nóng chảy ra ngoài. Sản phẩm hiện đại tương đương về chức năng của sắt rèn là thép cacbon thấp. Cả sắt rèn lẫn thép cacbon thấp đều không chứa đủ cacbon để có làm cứng bằng nhiệt và tôi.:145
Sắt rèn có độ tinh khiết cao, với một lượng nhỏ xỉ được rèn dập thành các sợi. Nó chứa khoảng 99,4% sắt theo trọng lượng. Sự hiện diện của xỉ là có lợi cho các hoạt động rèn dập, tạo cho vật liệu cấu trúc dạng sợi duy nhất của nó. Các sợi silicat của xỉ cũng bảo vệ sắt không bị ăn mòn và giảm bớt tác động của mỏi do va đập và rung động gây ra.
Trong quá khứ, một lượng nhỏ sắt rèn được tinh luyện thành thép và được sử dụng chủ yếu để sản xuất kiếm, dao kéo, chàng đục, rìu và các công cụ có lưỡi khác cũng như lò xo và giũa. Nhu cầu về sắt rèn đạt tới đỉnh cao trong thập niên 1860, với nhu cầu cao trong đóng tàu chiến bọc sắt và sử dụng trong đường sắt. Tuy nhiên, do các tính chất như tính giòn của thép cacbon thấp được cải thiện nhờ luyện kim đen tốt hơn cũng như thép trở nên rẻ tiền hơn nhờ quy trình Bessemer và quy trình Siemens-Martin, nên việc sử dụng sắt rèn đã suy giảm.
Nhiều vật phẩm, trước khi được làm từ thép cacbon thấp, đã từng được sản xuất từ sắt rèn, bao gồm đinh rivê, đinh, dây sắt, xích, đường ray, đầu nối toa tàu, ống nước và ống hơi nước, đai ốc, đinh vít và bu lông, móng ngựa, tay vịn, bánh xe, đai buộc vì kèo mái gỗ và các vật trang trí bằng sắt v.v...
Sắt rèn hiện nay không còn được sản xuất ở quy mô thương mại. Nhiều đồ vật được mô tả như là làm từ sắt rèn, như các lan can bảo vệ, bàn ghế ngoài trời và cổng sắt, trên thực tế hiện nay được làm từ thép cacbon thấp. Chúng vẫn giữ lại mô tả đó là do chúng được làm tương tự như những đồ vật mà trong quá khứ được thợ rèn rèn dập thủ công, mặc dù nhiều đồ vật sắt trang trí, như hàng rào và cổng, thường được đúc chứ không phải được rèn.

## Thuật ngữ
Trong tiếng Việt, từ "rèn" có thể được viết bằng một số chữ Hán-Việt hay Hán-Nôm như 鍊 (Hán ngữ thượng cổ theo Baxter–Sagart: /*[r]ˤen-s/, theo Thượng Phương: /*ɡ•reːns/) hay 𨮻, 㷙.
Sắt rèn hay thép rèn Lưu trữ ngày 30 tháng 7 năm 2021 tại Wayback Machine là thuật ngữ chung để chỉ vật phẩm làm từ nó, nhưng cũng được sử dụng cụ thể và hẹp hơn để chỉ những vật phẩm do thợ rèn làm ra. Chẳng hạn tại đảo Anh, các hồ sơ hải quan sử dụng thuật ngữ sắt rèn theo nghĩa hẹp, do sản phẩm làm từ sắt rèn chịu thuế cao hơn so với sản phẩm làm từ sắt "không rèn". Không giống như sắt rèn, gang đúc giòn và không thể gia công nóng hay nguội và nó có thể vỡ khi bị đập bằng búa.
Trong các thế kỷ 17-19, sắt rèn được gọi bằng nhiều tên gọi khác nhau, tùy theo hình dạng, nguồn gốc hay chất lượng của nó.
Trong khi phương pháp lò thỏi đúc sản xuất sắt rèn trực tiếp từ quặng, gang đúc hay gang thô là các nguyên liệu đầu vào được sử dụng trong rèn tinh luyện và lò khuấy luyện. Gang thô và gang đúc có hàm lượng cacbon cao hơn so với sắt rèn, nhưng có điểm nóng chảy thấp hơn so với sắt hay thép. Gang đúc và đặc biệt là gang thỏi có lượng xỉ dư thừa cần phải loại bỏ một phần để sản xuất sắt rèn có chất lượng. Tại các xưởng đúc điều thường thấy là phối trộn sắt rèn phế liệu với gang đúc để cải thiện các tính chất vật lý của vật đúc.
Trong vài năm sau khi có sự xuất hiện của thép sản xuất theo phương pháp Bessemer và lò đáy bằng thì có các ý kiến khác nhau về việc điều gì là sự phân biệt sắt với thép; một số người tin rằng nó là thành phần hóa học còn những người khác thì cho rằng điều đó là việc sắt có được nung đủ nóng để chảy ra và "hợp nhất lại" hay không. Sự nóng chảy cuối cùng được chấp nhận rộng rãi là tương đối quan trọng hơn so với thành phần hóa học từ một hàm lượng cacbon thấp nhất định nào đó trở xuống.:32–39 Một khác biệt khác là thép có thể làm cứng bằng nhiệt luyện.
Trong quá khứ, sắt rèn từng được biết đến như là "sắt tinh khiết thương mại", tuy nhiên nó không còn được coi là như vậy nữa, do các tiêu chuẩn hiện nay về sắt tinh khiết thương mại đòi hỏi phải có hàm lượng cacbon dưới 0,008 % theo trọng lượng.

### Loại và hình dáng
Sắt thỏi là thuật ngữ chung đôi khi được sử dụng để phân biệt nó với gang đúc. Nó là tương đương với một thỏi kim loại đúc, với hình dáng thuận tiện cho việc cầm nắm, lưu giữ, vận chuyển và gia công tiếp theo thành các dạng thành phẩm.
Các thỏi sắt rèn thường là sản phẩm của rèn tinh luyện, nhưng không nhất thiết phải được sản xuất bằng quy trình này.
- Sắt thanh – cắt từ sắt thỏi phẳng trong xưởng cắt dọc cung cấp nguyên liệu để làm các que nhọn và đinh.
- Sắt đai – thích hợp để làm đai thùng, được làm bằng cách cho sắt thanh đi qua khuôn máy cán.
- Sắt tấm – các tấm thích hợp để sử dụng làm tôn nồi hơi.
- Sắt tấm đen – các tấm, có lẽ là mỏng hơn sắt tấm, từ công đoạn cán đen của sản xuất sắt tây.
- 'Sắt hành trình' – sắt thỏi phẳng hẹp, được sản xuất hay được cắt thành các thỏi có trọng lượng cụ thể, một mặt hàng để buôn bán tại Tây Phi trong buôn bán nô lệ Đại Tây Dương. Số lượng thỏi trên mỗi tấn tăng dần từ 70 mỗi tấn trong thập niên 1660 tới 75–80 thỏi mỗi tấn vào năm 1685 và "gần 92 thỏi mỗi tấn" năm 1731.[13]:163–172

### Thế giới phương Tây

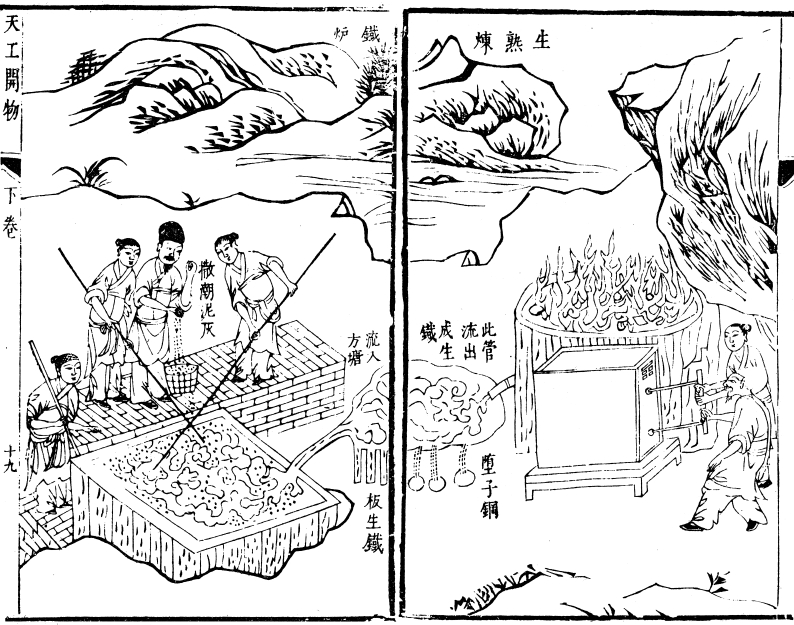
Quy trình khuấy luyện trong nấu luyện quặng sắt để sản xuất sắt rèn từ gang thô, với hình bên phải minh họa thợ đang vận hành lò cao, trong bách khoa thư Thiên công khai vật của Tống Ứng Tinh (宋應星,1587–1666), in năm 1637.

### Phương pháp khuấy luyện

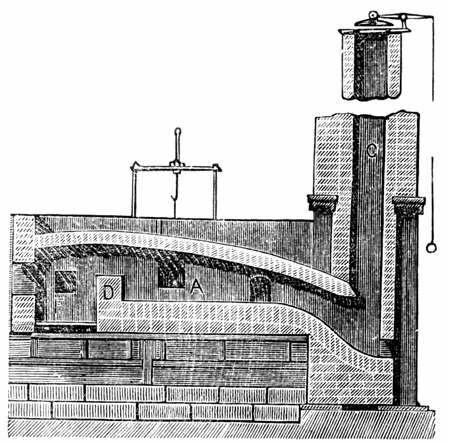
Bản vẽ phác họa lò khuấy luyện

## Tính chất

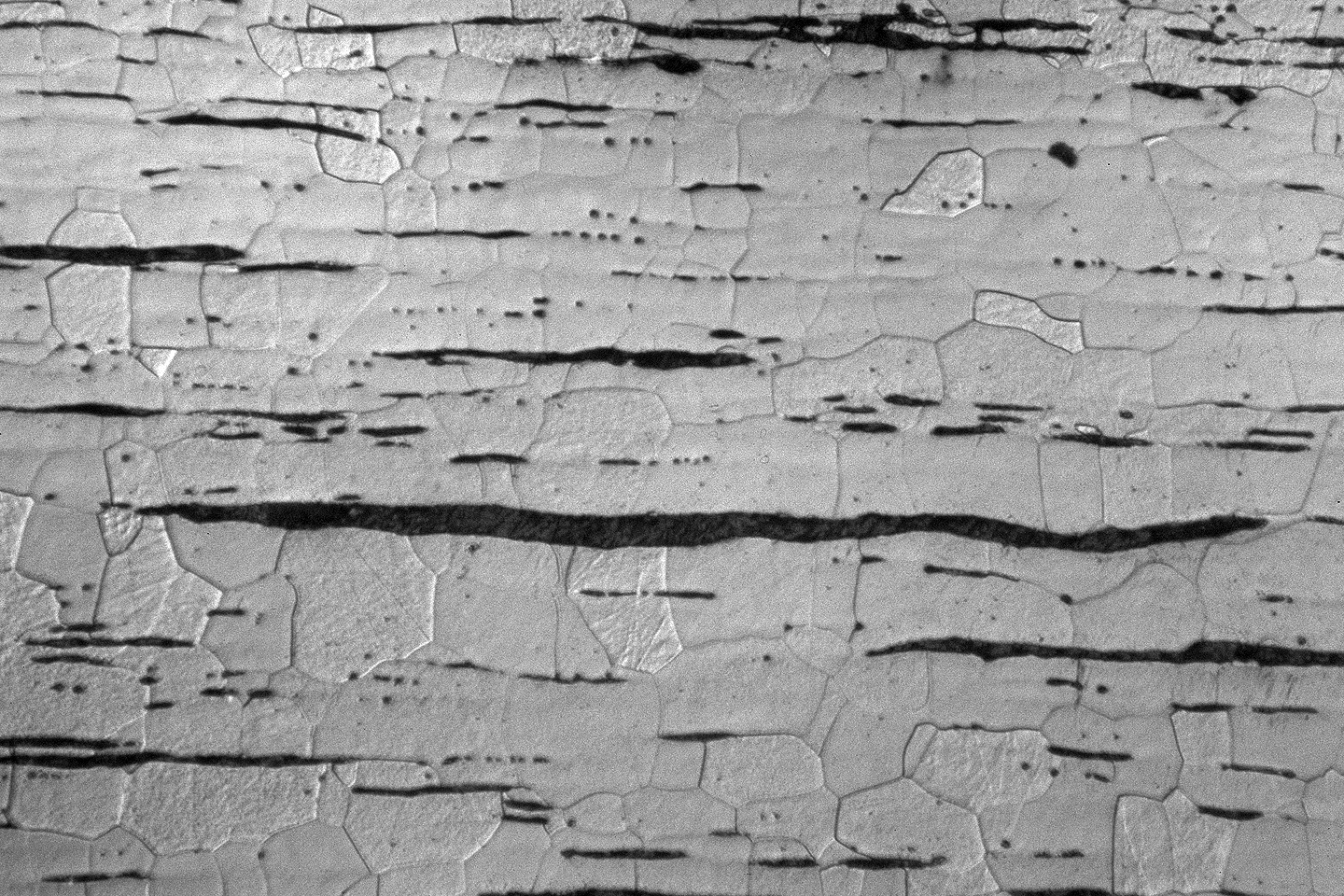
Cấu trúc tế vi của sắt rèn, chỉ ra các thể bao xỉ sẫm màu trong ferrit.